# 탈주자 (1993년 영화)
《탈주자》(영어: Nowhere to Run)는 미국에서 제작된 로버트 하먼 감독의 1993년 액션 스릴러 영화이다. 장클로드 반담, 로재나 아켓, 키런 컬킨 등이 출연하였고, 크레이그 바움가튼 등이 제작에 참여하였다.

## 줄거리
이송 중 탈주한 죄수 샘은 은행 강도로 획득했던 돈을 숨겨둔 시골 마을로 이동해 돈을 회수한다. 이곳에 캠프를 치고 머무는 동안 샘은 남편과 사별한 아름다운 클라이디와 자녀 무키, 브리를 만나게 된다. 부패한 부동산 개발업자 프랭클린 헤일은 회유와 갖은 협박을 통해 이들 가족과 이웃 주민들을 사는 곳에서 반강제로 몰아내는 중이다. 클라이디에게 이끌린 샘은 다시 체포될 위험성을 감수하며 클라이디가 농장을 빼앗기지 않도록 곁에서 지키기 시작한다.

## 출연진
- 장클로드 반담 - 샘 길런 역
- 로재나 아켓 - 클라이디 앤더슨 역
- 키런 컬킨 - 마이크 "무키" 앤더슨 역
- 티퍼니 타우브먼 - 브리 앤더슨 역
- 조스 애클런드 - 프랭클린 헤일 역
- 테드 러바인 - 던스턴 씨 역
- 에드워드 블래치퍼드 - 로니 풀 보안관 역
- 앤서니 스타크 - 빌리 역
- 제임스 그린 - 시골 가게 직원 역
- 존 핀 - 존 역
- 토니 에퍼 - 앨 역

## 기타 제작진
- 배역: 재키 버치
- 미술: J. 데니스 워싱턴

## 우리말 녹음
| KBS 성우진 (1995년 7월 29일) - 이정구 - 샘(장클로드 반담) - 강희선 - 클라이디(로재나 아켓) - 한인숙 - 무키(키런 컬킨) - 이연승 - 브리(티퍼니 타우브먼) - 김준 - 로니(에드워드 블래치퍼드) - 임종국 - 헤일(조스 애클런드) - 김새영 - 김익태 - 문관일 - 서윤석 - 장호비 | SBS 성우진 (2006년 4월 8일) - 홍성헌 - 샘(장클로드 반담) - 문선희 - 클라이디(로재나 아켓) - 이진화 - 무키(키런 컬킨) - 지미애 - 브리(티퍼니 타우브먼) - 이종구 - 헤일(조스 애클런드) - 손원일 - 던스턴(테드 러바인) - 이재용 - 로니(에드워드 블래치퍼드) - 문영래 - 임성표 - 변종필 - 이원준 |  |